# 민간 항공

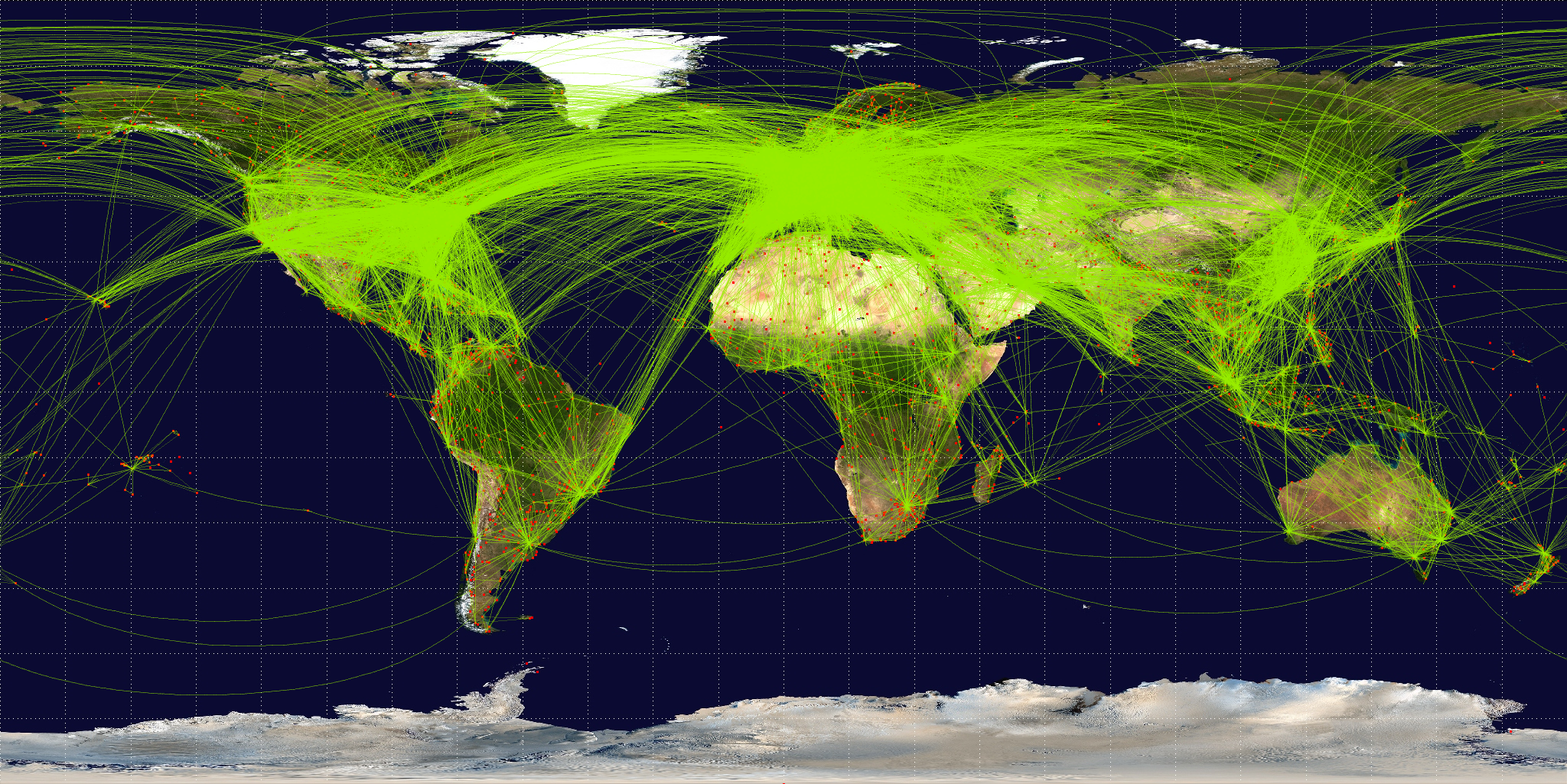
계획 항공 수송 (2009년)

민간항공(民間航空, 영어: civil aviation)은 항공기와 기타 비행 기구를 사용하여 항공기를 운영하는 것 중 군사항공을 제외한 것을 가리킨다. 민간항공은 개인적이고 상업적인 목적의 운항이다. 민간항공에 사용되는 항공기를 민항기라고 하며, 여객기, 화물기 등이 있다. 세계 대부분의 국가는 민간 항공에 관한 국제 기구인 국제 민간 항공 기구(ICAO)의 회원국으로, 이 기구를 통하여 민간항공의 표준 및 권고를 만들어 준수하고 있다.

## 분류
민간 항공은 다음의 2가지 범주로 나뉜다.
- 계획 항공 수송 : 계획된 항로를 통해 여객과 화물 수송
- 일반 항공 (GA) : 그 외 개인적, 상업적 민간 비행

몇몇 국가에서는 보수 유무에 따라 민간 항공을 다음과 같이 구별하기도 한다.
- 상업 항공 : 상업적으로 보수를 받고 이루어지는 항공 (특히, 상업 항공기에 의한 정기, 부정기 운항)
- 개인 항공 : 보수 없이 개인적인 목적(여가, 업무 회의 등)으로 이루어지는 항공

모든 계획 항공 수송은 상업적 항공이지만, 일반 항공은 상업적 항공 또는 개인적 항공일 수 있다.

## 같이 보기
- 군사항공